# Алианс за позитивна Македония
Алианс за позитивна Македония (на македонска литературна норма: Алијанса за позитивна Македонија) е малка политическа партия в Република Македония.
Алиансът за позитивна Македония се самоопределя като „гражданско движение“, но фактически е центристка либерална партия, основана на 10 ноември 2013 г. в Скопие. За разлика от други подобни субекти тя не е от лидерски тип, а се ръководи от триумвират – журналиста Любчо Зиков (председател на партията), предприемача Минчо Йорданов (председател на Съвета на Алианса) и бившия премиер Владо Бучковски (председател на Главния комитет на партията).
На парламентарните избори през 2014 г. Алианс за позитивна Македония печели само 0,94 % от гласовете и не вкарва нито един депутат в Събранието. В последвалата политическа криза партията не заема ясна позиция и се пасивизира, поради което Любчо Зиков и Владо Бучковски подават оставки или се оттеглят. За нов временен председател на 27 септември 2015 г. е избран проф. Рубин Земон.